# Ampolla (medicina)

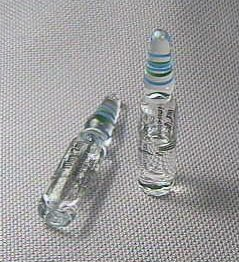
Ampollas conteniendo productos farmacéuticos

Una ampolla es un pequeño vial sellado utilizado para contener y preservar una muestra, usualmente sólida o líquida. Las ampollas están comúnmente hechas de vidrio, aunque se pueden encontrar ampollas hechas de plástico en polipropileno.
Las ampollas actuales son usadas habitualmente como envases primarios para productos farmacéuticos y químicos que necesitan mantenerse al abrigo del aire y libres de contaminantes. Son herméticamente selladas derritiendo la parte superior a la llama, y usualmente abiertas rompiendo el cuello de la misma. Si se hace adecuadamente, esta operación crea una abertura prolija sin restos o astillas de vidrio pero se puede filtrar la solución contenida en la ampolla para más seguridad. El espacio dentro del envase no ocupado por líquido puede ser llenado por un gas inerte antes de sellar. Las paredes de una ampolla suelen ser lo suficientemente fuertes para poder ser manipuladas dentro de una caja de guantes sin dificultad.
Las ampollas de vidrio son más costosas que las botellas y otros envases simples, pero hay muchas situaciones en las que su impermeabilidad a gases y líquidos y su superficie interna totalmente de vidrio justifican el costo extra. Ejemplos de sustancias químicas comercializadas en ampollas son los inyectables farmacéuticos, reactivos sensibles al aire como tetracis(trifenilfosfina)paladio(0), materiales higroscópicos como solventes deuterados y el ácido trifluorometansulfónico, y reactivos estándar analíticos.

## Ampollas en la antigüedad

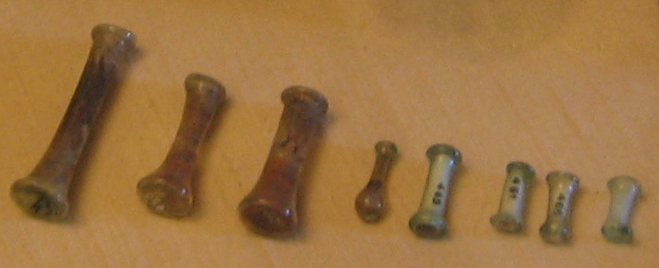
Una colección de ampollas antiguas

Históricamente las ampollas fueron usadas para contener una pequeña muestra de la sangre de un individuo luego de su muerte, que era enterrada junto al cuerpo en muchas catacumbas cristianas.

### San Genaro
Una ampolla, que en teoría data del año 305 y está llena con la sangre de San Genaro, obispo de Benevento, ha sido guardada por siglos en la Catedral de Nápoles. Cada año durante del 19 de septiembre la ciudad celebra la fiesta del santo, en la cual la sangre solidificada de la ampolla usualmente se licúa luego de ser retirada de la caja fuerte donde se conserva y es llevada en procesión y colocada en el altar de la catedral.

### Sainte Ampoule

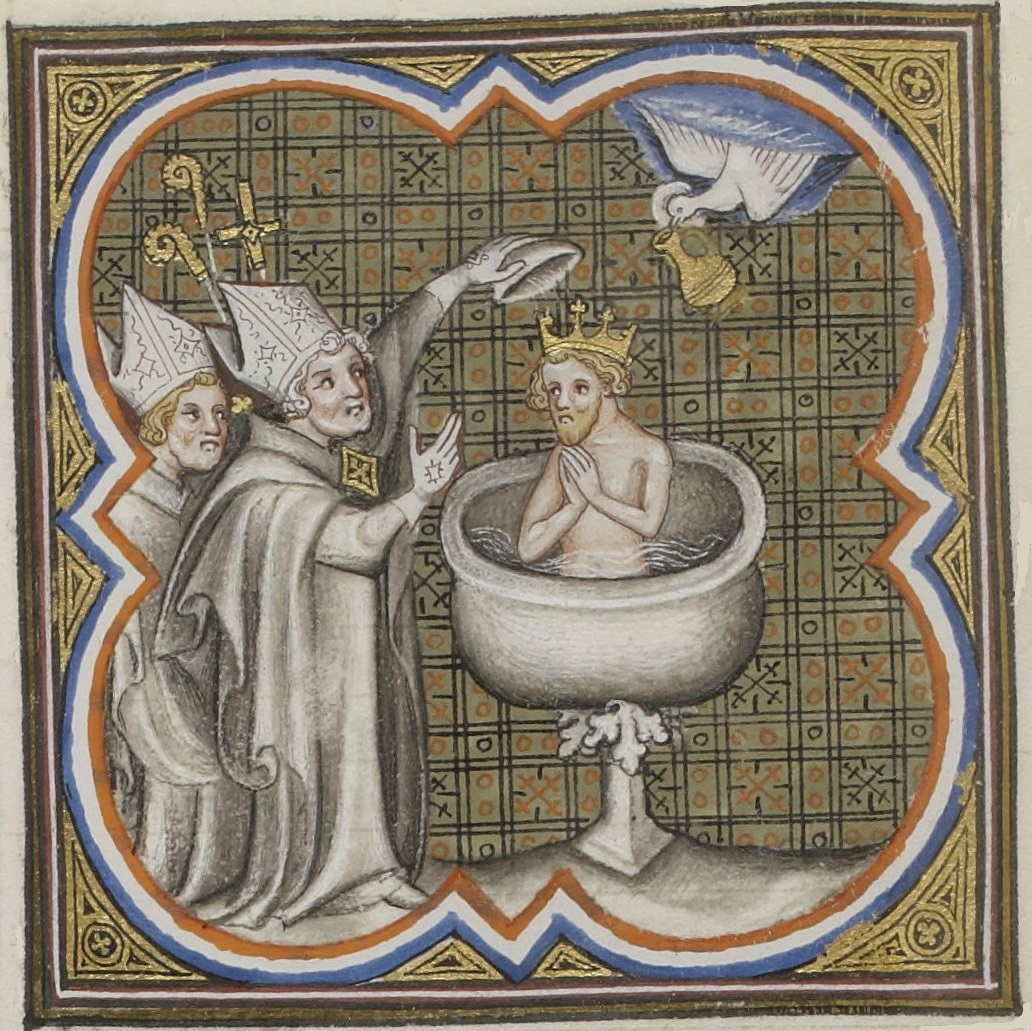
El Espíritu Santo trae la Santa Ampolla para el bautismo de Clovis I

Otra ampolla muy conocida es la Santa Ampolla (Sainte Ampoule) que contenía el aceite de unción para la coronación de los monarcas franceses. Este aceite fue supuestamente guardado en la tumba de san Remigio y más tarde en la Catedral de Notre-Dame, París. 
Una orden de caballeros (los caballeros de la Santa Ampolla) fue creada para la coronación de los reyes y fue utilizada en la coronación de Carlos X. Recibían la ampolla el día de la coronación por parte del arzobispo, para luego devolverla a dicha autoridad de la iglesia. Luego de la ceremonia, la orden se disolvía.

## Producción
Las ampollas actuales de vidrio se producen industrialmente a partir de porciones cortas de tubos de vidrio, moldeadas por calor con antorchas a gas y gravedad en líneas automatizadas de producción. Técnicas computarizadas son usualmente empleadas en conjunto con los procedimientos estándar para el control de calidad.
El llenado y sellado de ampollas puede hacerse de forma automatizada a escala industrial, o a mano en escala de laboratorio o en pequeñas industrias. Ampollas vacías pueden ser adquiridas en tiendas de material de laboratorio y ser selladas con una pequeña antorcha a gas. Esto forma una membrana permitiendo que la ampolla se coloque boca abajo sin que derrame su contenido. Una línea de Schlenk puede usarse para sellar ampollas en una atmósfera inerte.